# Хан Ордасы
Хан Ордасы́ (каз. Хан Ордасы, до 18 февраля 2006 года Урда́, до революции Ха́нская Ста́вка, с 1922 года — Урда́, до 7 января 1929 года имел статус города) — село в Бокейординском районе Западно-Казахстанской области Казахстана. Административный центр Ординского сельского округа. Находится примерно в 47 км к востоку-юго-востоку (ESE) от села Сайхин, административного центра района, на высоте от −2 до 4 метров над уровнем моря. Код КАТО — 275443100.
Село расположено на северо-западной окраине Рын-песков, вблизи солончака Хаки.

## Население
В 1848 году было издано «Военно-статистическое обозрение земель киргиз-кайсаков Внутренней (Букеевской) и Зауральской (Малой) орды Оренбургского ведомства по рекогносцировкам и материалам, собранным на месте, составленное обер-квартирмейстером Оренбургского корпуса Генерального штаба полковником Бларамбергом», где приведены сведения о населении Ханской Ставки:
- чиновников — 10,

кроме того:
- русских купцов, мещан и торгующих крестьян — 73 (29,8 %),
- татар — 99 (40,4 %),
- армян — 4 (1,6 %),
- султанов — 43 (17,6 %),
- простых киргизов 26 (10,6 %).

Всего (без чиновников) население Ханской Ставки составляло 245 жителей, в том числе 129 мужчин и 116 женщин. Таким образом наиболее многочисленным этносом были татары (40 %), за ними следовали русские (30 %), а казахи (как принадлежащие к султанскому сословию, так и простолюдины) были на третьем месте (28 %).
Согласно Всероссийской переписи населения 1897 года в Ханской Ставке проживало 2564 жителя, из них 1366 мужчин и 1198 женщин, по языкам население распределялось следующим образом:
- киргиз-кайсацкий (казахский) — 1378 жителей (53,7 %)
- татарский — 685 жителей (26,7 %)
- великорусский (русский) — 416 жителей (16,2 %)
- малорусский (украинский) — 66 жителей (2,6 %)
- армянский — 5 жителей (0,2 %)
- немецкий — 4 жителя (0,2 %)
- польский — 3 жителя (0,1 %)

По данным на 1905 год в Ханской Ставке было 4648 жителей, которые проживали в 434 жилых домах. По данным на 1913 год в Ханской Ставке было 2558 жителей (1401 мужчина и 1157 женщин), которые проживали в 500 дворах.
Согласно переписи 1920 года численность населения Урды (Ханской Ставки) составляла 2024 жителя, в том числе 1059 мужчин и 965 женщин. На дату переписи (28 августа 1920 года) населённый пункт был учтён в качестве города.
Согласно переписи населения 1926 года население города Урды составило 4279 жителей, в том числе 2256 мужчин и 2023 женщины. В составе населения города было:
- казахи — 2705 (63,2 %)
- татары — 796 (18,6 %)
- русские — 657 (15,4 %)
- украинцы — 82 (1,9 %)
- прочие — 39 (0,9 %).

Согласно переписи 1939 года население села Урда составляло 3987 жителей, в том числе 1997 мужчин и 1990 женщин. Национальный состав села был следующий:
- казахи — 2910 (73,0 %)
- русские — 628 (15,8 %)
- татары — 282 (7,1 %)
- украинцы — 97 (2,4 %)
- корейцы — 7 (0,2 %)
- прочие — 63 (1,6 %)

При сравнении с результатами переписи 1897 года видно, что доли русских и украинцев изменились мало, а рост доли казахов произошёл за счёт снижения доли населения, которое декларировало татарскую национальность, так в 1897 году в Ханской Ставке на 1 татарина приходилось 2 казаха, в 1926 году на 1 татарина 3,4 казаха, а в 1939 году в Урде на 1 татарина приходилось уже 10 казахов.
По переписи 1989 года численность населения составляла 1736 человек, преобладающей национальностью являлись казахи.
В 1999 году численность населения села составляла 1922 человека (957 мужчин и 965 женщин). По данным переписи 2009 года, в селе проживало 1967 человек (982 мужчины и 985 женщин).

## История
Населённый пункт был основан как ставка хана Букеевской (внутренней) орды — вассального образования в составе Российской империи.
В 1826 году, согласно проекту военного инженера Тафаева с учётом пожеланий хана Джангера (в настоящее время именуемого Жангир-Керей-хан), было произведено сооружение ханского дома, что стало стимулом к переходу к оседлости местного казахского населения. Образовался посёлок при доме хана Джангера, который впоследствии разросся в город Ханская Ставка, ставший центром политико-экономической и культурной жизни Букеевского ханства.
В 1826 году первым казахом оспопрививателем Сырлыбаем Джанибековым в Ханской Ставке были проведены первые прививки против оспы. С этого же времени хан Джангер начал ходатайствовать о построении в Ханской Ставке мечети и школы, а также об учреждении почтового сообщения и больницы. Также хан считал полезным учредить ярмарки для того, чтобы укрепить в Ханской ставке порядок.
Оружейная палата была устроена ханом Джангером в одной из комнат его дома, в ней были собраны экземпляры оружия разных времён и народов, а также предметы и реликвии, имевшие семейно-династическую ценность. Оружейная палата была первым музеем в Казахстане, он был открыт в 1828 году.
В 1832 году в Ханской Ставке была учреждена действовавшая два раза в год по 15 дней, весной и осенью, ярмарка. В 1832 году в Ханскую Ставку был направлен первый внештатный врач А. А. Сергачёв.
В 1835 году была открыта Ханская мечеть, в мечети в качестве мулл, называемых ахунами, служили татары.
В 1836 году Ханская Ставка была осаждена войсками восставших казахов под руководством батыров Исатая и Махамбета, в рамках начавшегося восстания в Букеевской Орде.
В 1839 году в Ханской Ставке была открыта первая на территории современного Казахстана аптека.
В 1840 году в Ханской Ставке начал работать первый ветеринарный врач К. П. Ольдекоп.
2 апреля 1841 года было установлено почтовое сообщение между Ханской Ставкой и городом Чёрный Яр.
6 декабря 1841 года усилиями хана Джангера в Ханской Ставке была открыта первая на территории современного Казахстана русско-казахская школа — школа Жангира. В школе преподавали религию, русский язык, арифметику, географию и краткий курс истории России. Учеником этой школы был видный казахский учёный-этнограф, краевед, член Русского географического общества Мухаммед-Салих Бабажанов, который был награждён серебряной медалью этого общества.
В 1845 году умер хан Джангер. В том же году в Ханскую Ставку был назначен первый штатный врач В. Ф. Евланов, который открыл первую больницу на 4 койки.
В 1848 году было издано «Военно-статистическое обозрение земель киргиз-кайсаков Внутренней (Букеевской) и Зауральской (Малой) орды Оренбургского ведомства по рекогносцировкам и материалам, собранным на месте, составленное обер-квартирмейстером Оренбургского корпуса Генерального штаба полковником И. Ф. Бларамбергом», там приведено следующие описание Ханской Ставки:
Здесь кроме Ханского двора, состоящего из обширного деревянного дома с флигелями, службами и мечетью домов Хану принадлежащих: каменный — 1, деревянных — 7. Домов русских хозяев — 12, домов татар — 19, домов киргизских султанов — 5, домов простых киргизов — 5, всего домов 49.
В 1852 году была открыта общественная больница на 16 мест.
В 1860 году ханская власть на территории Букеевской орды была окончательно ликвидирована.
В 1861 г. в Ханской Ставке при школе было открыто геодезическое отделение с трёхлетним обучением, в котором 6 учеников занимались изучением межевого дела под руководством командированного в орду для геодезических работ офицера.
В 1862 году, по ходатайству председателя Временного Совета по управлению Внутренней ордой полковника К. И. Герна, в Ханской Ставке при казахской школе была открыта библиотека с произведениями классиков русской и мировой литературы.
В 1867 году в Ханской Ставке было открыто Казначейство, которое выполняло функции банка.
В 1869 году в Ханской Ставке появились передвижные пожарные обозы — лошади, запряжённые в телеги с бочками и командами пожарных в составе 5 человек.
В 1870 году в Ханской Ставке была открыта первая на территории современного Казахстана метеорологическая станция.
В 1879 году русско-казахская школа была преобразована в Двухклассное училище, в котором обучалось 45 пансионеров и 14 приходящих из детей русских и армян, проживавших тогда в Ханской ставке.
В 1883 году в Ханской Ставке было открыто женское одноклассное училище с интернатом на 20 казахских и русских девочек, выпускницами которого стали известные в Казахстане интеллигентки: Алма Оразбаева, Мадина Бегалиева, Екатерина Князева и др.
В 1911 году, по инициативе поэта Шангерея Букеева и группы интеллигентов, появилась первая газета «Казахстан» на казахском, русском и татарском языках, издаваемая в Ханской Ставке и Уральске, редактором которой был учитель Елеусин Буйрин. Газета издавалась с материальной помощью азербайджанского нефтепромышленника из Баку Зейнел-Габидена Тагиева.
В 1917—1925 годах — административный центр Букеевской губернии, в 1925—1928 — Букеевского уезда.
Советская власть в Ханской Ставке была установлена летом 1918 года. 1-10 сентября 1918 года в Ханской Ставке проходил созванный большевиками «Съезд киргизов Букеевской орды» и съезд муталлимов (народных учителей). В Ханской Ставке впервые в Казахстане был организован Коммунистический союз молодёжи. В октябре 1918 года согласно приказу Главнокомандующего всеми Вооружёнными Силами Российской СФСР Вацетиса был создан I Советский образцовый киргизский конный полк, численность личного состава полка в конце мая 1919 года достигала 1,7 тыс. бойцов.
В 1918 году в Ханской Ставке была открыта первая советская казахская типография, где издавались газеты «Хабар», «Путь правды», «Киргизская правда», педагогический журнал Г.Караш «Учитель» и другие.
В начале июня 1919 года в Ханской Ставке прошёл III областной киргизский съезд Букеевской орды.
В июле 1919 командующий Восточным фронтом М. Фрунзе отдал приказ о сформировании из частей, формируемых в Ханской Ставке и частей, сформированных в Аткарске и переброшенных в Ханскую Ставку, Отдельной киргизской конной бригады, которую в дальнейшем развернули в Киргизскую конную дивизию.
С 1919 года в Ханской Ставке издавалась газета «Дурыстык жолы» («Путь правды») — орган Букеевского подотдела Киргизского отдела прн Наркомнаце РСФСР.
16 июля 1920 года территория Букеевской орды (Букеевская губерния) вошла в состав новообразованной Киргизской АССР в составе Российской СФСР.
В 1925 году Урда вошла в состав Казакской АССР в составе Российской СФСР, где была передана в состав Уральской (Западно-Казахстанской) области в качестве города, административного центра Букеевского уезда и Урдинской волости этого же уезда.
В 1927 году город Урда некоторое время носил наименование Наримановск.
7 января 1929 года утратил статус города на основании Постановления Всероссийского центрального исполнительного комитета.
5 декабря 1936 года Урда в составе Казахской ССР была выведена из состава Российской СФСР.
В 1955 году в честь 80 бойцов I Казахского конного полка, которые во главе с их политическим комиссаром Б.Жаникешевым погибли при нападении банды Анохина, в Урде была сооружена мемориальная композиция.
«Урдинский историко-революционный музей» был открыт 15 декабря 1962 года, а в 1969 году музею был присвоен статус государственного.
В 2002 году образован «Бокейординский историко-музейный комплекс» в составе следующих музеев: «Музей истории Букеевской Орды», «Музей независимости», «Оружейная палата ханского дворца», «Музей истории первой школы Казахстана».
18 февраля 2006 года село было переименовано в Хан Ордасы.
Неясно то, имело ли место переименование села из Урда в Орда, так как наименование Урда долгое время сохранялось на официально изданных в Казахстане картах, так на топографической карте масштаба 1:500 000, лист M-38-Г, изданной в 2002 году, так и на карте Западно-Казахстанской области (масштаб 1:1 000 000), изданной в 2003 году. Однако в сводном справочнике переименований Республики Казахстан утверждается, что 18 февраля 2006 года село Орда было переименовано в Хан Ордасы, тогда как в самом тексте Совместного решения Западно-Казахстанского областного Маслихата от 18 февраля 2006 года № 25-5 и постановления Западно-Казахстанского областного Акимата от 10 февраля 2006 года № 48 (зарегистрированного Департаментом юстиции Западно-Казахстанской области 13 марта 2006 года № 2956), на которое ссылается упомянутый ранее справочник, напротив утверждается: «село Урда переименовать в село Хан Ордасы». Последнее переименование нашло своё отражение на официально изданных географических картах: на карте Западно-Казахстанской области (масштаб 1:1 000 000), переизданной в 2009 году, уже дано наименование Хан Ордасы.

## Уроженцы
В селе родились: Герой Советского Союза Ахмедиар Хусаинов, композитор Базарбай Джуманиязов, поэт Бокеев, Шангерей Сейиткерейулы, Пухликов, Константин Алексеевич (советский офицер, гвардии капитан, один из пяти известных кавалеров шести орденов Отечественной войны).